# Western Highlands
Prowincja Western Highlands (ang. Western Highlands Province) – prowincja Papui-Nowej Gwinei, położona w środkowej części kraju. Ośrodkiem administracyjnym prowincji jest miasto Mount Hagen (27,8 tys.). Prowincja Western Highlands to jedna z najgęściej zaludnionych prowincji Papui-Nowej Gwinei. 17 maja 2012 od Western Highlands odłączono dystrykty Jimi, North Waghi i Anglimp-South Waghi i utworzono z nich prowincję Jiwaka.
W prowincji uprawia się herbatę i kawę.